# Гнёздовский идол
Гнёздовский идол — миниатюрная антропоморфная фигурка, отлитая из чистого свинца, обнаруженная во время раскопок Гнёздовского археологического комплекса в 2003 году. Датируется предположительно началом XI века. Относится к скандинавским древностям.

## Обнаружение
Найден в 2003 году при раскопках пойменной части Гнёздовского поселения. Фигурка находилась в районе развала большого каменного производственного очага, связываемого с ювелирным делом. Очаг был частью мастерской, по заключению археологов, принадлежавшей выходцу из Скандинавии, о чём свидетельствует найденный здесь фрагмент глиняной литейной формы от овальной фибулы, а также рад этноопределяющих предметов, таких как кресаловидная подвеска и поясная пряжка в стиле Борре.

## Описание
Миниатюрная человеческая фигурка имеет в высоту 2,9 см, в ширину 0,8 см. Предполагается, что первоначально изображался стоящий мужчина, однако его ноги были утрачены. Хорошо проработанными являются черты лица с крупным прямым носом и круглыми выпуклыми глазами. Уши обозначаются полукружьями. Ясно видны усы и маленькая бородка. Голову венчает конический головной убор из восьми чётко отделённых и закруглённых внизу лепестков-лопастей. Головной убор завершает круглое навершие.
Фигурка одета в перепоясанную рубаху или кафтан, который доходит до колен. Пояс в виде выпуклого валика выделен очень отчетливо. Ниже пояса одежда собрана в складки. Руки согнуты в локтях, левая лежит на поясе, правая — чуть выше, на животе.
На основании контекста находки и круга аналогий исследователи относят находку к скандинавским древностям. Наиболее близкими аналогиями для головного убора являются некоторые фигурки скандинавских божков. Отмечаются некоторые, предположительно «восточные», аналогии в деталях одежды, в том числе кафтан и остроконечный колпак, который был характерен для кочевых народов Евразии. Эти наблюдения могут толковаться как восточные влияния на культуру скандинавов в эпоху викингов в период её окончания.